# Campionati francesi di sci alpino 1993
Ai campionati francesi di sci alpino 1993 furono assegnati i titoli di supergigante, slalom gigante e slalom speciale, sia maschili sia femminili, e di discesa libera e combinata maschili.

## Risultati
| Specialità      | Uomini           | Donne            |
| --------------- | ---------------- | ---------------- |
| Discesa libera  | Jean-Luc Crétier | non assegnato    |
| Supergigante    | Adrien Duvillard | Régine Cavagnoud |
| Slalom gigante  | Franck Piccard   | Leïla Piccard    |
| Slalom speciale | Yves Dimier      | Isabelle Fabre   |
| Combinata       | Jean-Luc Crétier | non assegnato    |